# Patterson (Familienname)
Patterson ist ein ursprünglich patronymisch gebildeter englischer Familienname.

## Namensträger

### A
- Ada Patterson (1867–1939), US-amerikanische Journalistin und Theaterkritikerin
- Alicia Patterson (1906–1963), US-amerikanische Journalistin und Zeitungsherausgeberin
- Ambrose McCarthy Patterson (1877–1966), australisch-amerikanischer Maler und Grafiker
- Andrae Patterson (* 1975), US-amerikanischer Basketballspieler
- Andrew Patterson (Architekt) (* 1960), neuseeländischer Architekt
- Andrew Patterson (Rennfahrer) (Andy Patterson; * 1964), US-amerikanischer Motocrossfahrer
- Andrew Patterson (Cricketspieler) (* 1975), irischer Cricketspieler
- Andrew Patterson (Regisseur), US-amerikanischer Filmregisseur
- Anne W. Patterson (* 1949), US-amerikanische Diplomatin
- Arthur Lindo Patterson (1902–1966), US-amerikanischer Kristallograph
- Audrey Patterson (1926–1996), US-amerikanische Leichtathletin

### B
- Benjamin Patterson (1934–2016), US-amerikanischer bildender Künstler und Musiker
- Brenda Patterson, US-amerikanische Bluessängerin
- Brian Patterson (Cricketspieler) (* 1937), australischer Cricketspieler
- Brian Patterson (Schauspieler) (* 1947), dänischer Schauspieler
- Brian Patterson (Rennfahrer) (* 1965), US-amerikanischer Motocrossfahrer
- Bruce Patterson (Politiker) (* 1947), US-amerikanischer Politiker
- Bruce D. Patterson (Zoologe) (* 1952), US-amerikanischer Mammaloge und Kurator
- Bruce D. Patterson (Comicautor) (* 1953), US-amerikanischer Comic-Autor
- Bryan Patterson (1909–1979), US-amerikanischer Paläontologe
- Bryan Patterson (Squashspieler), englischer Squashspieler

### C
- Caitlin Patterson (* 1990), US-amerikanische Skilangläuferin
- Caleb Patterson-Sewell (* 1987), US-amerikanisch-australischer Fußballtorhüter
- Carly Patterson (* 1988), US-amerikanische Turnerin
- Casey Patterson (* 1980), US-amerikanischer Volleyball- und Beachvolleyballspieler
- Charles Patterson (* 1935), US-amerikanischer Autor, Historiker und Tierrechtsanwalt
- Christian Patterson (* 1972), US-amerikanischer Fotograf
- Christopher Salmon Patterson (1823–1893), kanadischer Richter
- Clair Cameron Patterson (1922–1995), US-amerikanischer Geochemiker
- Colin Patterson (Paläontologe) (1933–1998), britischer Paläontologe
- Colin Patterson (Rugbyspieler) (* 1955), irischer Rugbyspieler
- Colin Patterson (Eishockeyspieler) (* 1960), kanadischer Eishockeyspieler
- Cordarrelle Patterson (* 1991), US-amerikanischer American-Football-Spieler

### D
- Darren Patterson (* 1969), nordirischer Fußballspieler
- David A. Patterson (* 1947), US-amerikanischer Informatiker
- David J. Patterson (* 1950), britischer Biologe
- David T. Patterson (1818–1891), US-amerikanischer Politiker
- Don Patterson (1936–1988), US-amerikanischer Jazz-Organist

### E
- Edward White Patterson (1895–1940), US-amerikanischer Politiker
- Eleanor Patterson (* 1996), australische Hochspringerin
- Eleanor Medill Patterson (1881–1948), US-amerikanische Zeitungsherausgeberin
- Elishewa Patterson (* 1966), deutsche jüdische Aktivistin und Rechtsanwältin
- Elizabeth Patterson (1785–1879), US-amerikanische Ehefrau von Jérôme Bonaparte
- Elizabeth Patterson (Schauspielerin) (1874–1966), US-amerikanische Schauspielerin
- Ellis E. Patterson (1897–1985), US-amerikanischer Politiker
- Ernest Minor Patterson (1879–1969), US-amerikanischer Wirtschafts- und Politikwissenschaftler

### F
- Fernando Patterson (* 1970), costa-ricanischer Fußballtorhüter
- Flora Wambaugh Patterson (1847–1928), US-amerikanische Botanikerin und Mykologin
- Floyd Patterson (1935–2006), US-amerikanischer Boxer
- Francine Patterson (* 1947), US-amerikanische Psychologin
- Francis F. Patterson (1867–1935), US-amerikanischer Politiker
- Frank Patterson (Illustrator) (1871–1952), britischer Zeichner und Illustrator
- Frank Patterson (Komponist) (Franklin Peale Patterson; 1871–1966), US-amerikanischer Komponist
- Frank Patterson (Sänger) (1938–2000), irischer Sänger (Tenor) und Schauspieler
- Frederick D. Patterson (1901–1988), US-amerikanischer Pädagoge

### G
- Geoffrey Patterson, US-amerikanischer Tonmeister
- George Patterson (Cricketspieler) (1868–1943), US-amerikanischer Cricketspieler
- George Patterson (Fußballtrainer) (1887–1955), englischer Fußballtrainer
- George Patterson (Eishockeyspieler) (1906–1977), kanadischer Eishockeyspieler
- George Robert Patterson (1863–1906), US-amerikanischer Politiker
- George Washington Patterson (1799–1879), US-amerikanischer Politiker
- Gerald Patterson (1895–1967), australischer Tennisspieler
- Gilbert B. Patterson (Gilbert Brown Patterson; 1863–1922), US-amerikanischer Politiker
- Gilbert E. Patterson (Gilbert Earl Patterson; 1939–2007), US-amerikanischer Geistlicher, Bischof der Church of God in Christ

### H
- Hank Patterson (1888–1975), US-amerikanischer Schauspieler

### I
- Isaac Lee Patterson (1859–1929), US-amerikanischer Politiker

### J
- Jaan Patterson (* 1975), deutscher Komponist und Poet
- Jack A. Patterson (1890–1971), US-amerikanischer Politiker
- Jacory Patterson (* 2000), US-amerikanischer Sprinter
- James Patterson (* 1947), US-amerikanischer Schriftsteller
- James Brown Patterson (1833–1895), australischer Politiker
- James Colebrooke Patterson (1839–1929), kanadischer Politiker
- James Laird Patterson (1822–1902), britischer römisch-katholischer Geistlicher, Weihbischof in Westminster
- James Oglethorpe Patterson (1935–2011), US-amerikanischer Bischof und Kommunalpolitiker
- James O’Hanlon Patterson (1857–1911), US-amerikanischer Politiker
- James T. Patterson (Politiker) (1908–1989), US-amerikanischer Politiker
- James T. Patterson (Historiker) (* 1935), US-amerikanischer Historiker
- James W. Patterson (1823–1893), US-amerikanischer Politiker
- Janet Patterson (1956–2016), US-amerikanische Kostümbildnerin und Artdirectorin
- Jérôme Bonaparte-Patterson (1805–1870), Sohn von Jérôme Bonaparte
- Jérôme Napoléon Bonaparte-Patterson II. (1830–1893), französischer Offizier
- Jerry E. Patterson (* 1946), US-amerikanischer Politiker
- Jerry M. Patterson (1934–2024), US-amerikanischer Politiker
- John Patterson (Politiker) (1771–1848), US-amerikanischer Politiker (Ohio)
- John Patterson (Regisseur) (1940–2005), US-amerikanischer Regisseur
- John Patterson (Drehbuchautor), Drehbuchautor
- John Henry Patterson (Industrieller) (1844–1922), US-amerikanischer Industrieller
- John Henry Patterson (1867–1947), britischer Soldat und Autor
- John J. Patterson (1830–1912), US-amerikanischer Politiker
- John Malcolm Patterson (1921–2021), US-amerikanischer Politiker
- Joseph Patterson (1912–1939), US-amerikanischer Hürdenläufer
- Joseph Medill Patterson (1879–1946), US-amerikanischer Zeitungsverleger
- Josiah Patterson (1837–1904), US-amerikanischer Politiker

### K
- Kara Patterson, Geburtsname von Kara Winger (* 1986), US-amerikanische Speerwerferin
- Karalyn Patterson (* 1943), britische Psychologin
- Kay Patterson (* 1944), australische Politikerin

### L
- LaFayette L. Patterson (1888–1987), US-amerikanischer Politiker
- Lee Patterson (Schauspieler) (1929–2007), kanadischer Schauspieler
- Lee Patterson, ein Pseudonym von Orlester Watson Cavanaugh (1939–2005), US-amerikanischer Schlagzeuger und Sänger
- Liz J. Patterson (1939–2018), US-amerikanische Politikerin
- Lyndsey Patterson (* 1982), US-amerikanische Fußballspielerin

### M
- Malcolm R. Patterson (1861–1935), US-amerikanischer Politiker
- Mark Patterson (Rennfahrer) (* 1951), US-amerikanischer Unternehmer und Rennfahrer
- Mark Patterson (Fußballspieler, 1965) (* 1965), englischer Fußballspieler
- Mark Patterson (Fußballspieler, 1968) (* 1968), englischer Fußballspieler
- Mark Patterson (Hockeyspieler) (* 1969), indischer Hockeyspieler
- Mark Patterson (Politiker) (* 1970), neuseeländischer Politiker
- Mark Patterson (Cricketspieler) (* 1974), irischer Cricketspieler
- Mark Patterson (Filmproduzent), australischer Filmproduzent
- Marnette Patterson (* 1980), US-amerikanische Schauspielerin
- Marvin Breckinridge Patterson (1905–2002), US-amerikanische Fotojournalistin, Nachrichtensprecherin, Kamerafrau und Philanthropin
- Mary Jane Patterson (1840–1894), US-amerikanische Lehrerin und erste Afroamerikanerin, die einen BA erwerben konnte
- Marys Patterson (* 2001), kubanische Siebenkämpferin
- Melody Patterson (1949–2015), amerikanische Schauspielerin
- Merritt Patterson (* 1990), kanadische Schauspielerin
- Monty Patterson (* 1996), neuseeländischer Fußballspieler

### N
- Nathan Patterson (* 2001), schottischer Fußballspieler
- Neil Patterson (1885–1948), US-amerikanischer Leichtathlet
- Neva Patterson (1920–2010), US-amerikanische Schauspielerin
- Nick Patterson (* 1947), US-amerikanischer Mathematiker und Genetiker

### O
- Orlando Patterson (* 1940), jamaikanisch-US-amerikanischer Soziologe und Hochschullehrer
- Ottilie Patterson (1932–2011), britische Bluessängerin

### P
- Pat Patterson (Baseballspieler) (1897–1977), US-amerikanischer Baseballspieler
- Pat Patterson (Wrestler) (1941–2020), kanadischer Wrestler
- Patrick Patterson (Cricketspieler) (* 1961), jamaikanischer Cricketspieler
- Patrick Patterson (Basketballspieler) (* 1989), US-amerikanischer Basketballspieler
- Paul Patterson (Komponist) (* 1947), englischer Komponist
- Paul H. Patterson (1943–2014), US-amerikanischer Neurobiologe
- Paul L. Patterson (1900–1956), US-amerikanischer Politiker
- Percival J. Patterson (* 1935), jamaikanischer Politiker
- Pete Patterson (* 1957), US-amerikanischer alpiner Skirennläufer
- Peter Patterson (1825–1904), US-amerikanischer Geschäftsmann und Politiker
- Phil Patterson (* 1973), neuseeländischer Fußballspieler
- Phyllis Patterson († 2014), US-amerikanische Veranstalterin

### R
- Rahsaan Patterson (* 1974), US-amerikanischer R&B- und Soul-Sänger und Schauspieler
- Randi Patterson (* 1985), Fußballspieler für Trinidad & Tobago
- Richard North Patterson (* 1947), US-amerikanischer Schriftsteller
- Rik Patterson (* 1960), australischer Radrennfahrer
- Robert Patterson (Pädagoge) (1743–1824), US-amerikanischer Pädagoge und General
- Robert Patterson (General) (1792–1881), US-amerikanischer General und Politiker
- Robert P. Patterson (1891–1952), US-amerikanischer Jurist und Politiker
- Robert P. Patterson Jr. (1923–2015), US-amerikanischer Jurist
- Rory Patterson (* 1984), nordirischer Fußballspieler
- Roscoe C. Patterson (1876–1954), US-amerikanischer Politiker

### S
- Saidie Patterson (1904–1985), nordirische Friedensaktivistin, Gewerkschafterin und Politikerin (Northern Ireland Labour Party)
- Samuel Patterson (* 1948), britischer Mathematiker
- Sarah Patterson (* 1972), englische Schauspielerin
- Sarah Patterson (Trainerin), US-amerikanische Turn-Trainerin
- Sarah Patterson (Schriftstellerin) (* 1959), britische Schriftstellerin
- Scott Patterson (* 1958), US-amerikanischer Schauspieler
- Scott Patterson (Skilangläufer) (* 1992), US-amerikanischer Skilangläufer
- Shawn Patterson (* 1965), US-amerikanischer Filmkomponist und Songwriter
- Shirley Patterson (auch Shawn Smith; 1922–1995), US-amerikanische Schauspielerin
- Simon Patterson (* 1981), britischer DJ und Produzent
- Susan Patterson (Skirennläuferin) (* 1955), US-amerikanische Skirennläuferin
- Susan Patterson (Sängerin) (* 1962), US-amerikanische Sängerin (Sopran) und Schauspielerin
- Susan Patterson-Dalian (* 1968), US-amerikanische Schauspielerin und Synchronsprecherin, siehe Susan Dalian
- Sydney Patterson (1927–1999), australischer Radsportler

### T
- Tammi Patterson (* 1990), australische Tennisspielerin
- Thomas Patterson (1764–1841), US-amerikanischer Politiker
- Thomas MacDonald Patterson (1839–1916), US-amerikanischer Politiker
- Tim Patterson, US-amerikanischer Geologe und Klimaforscher
- Tracy Harris Patterson (* 1964), US-amerikanischer Boxer
- Tyler Patterson, US-amerikanischer Pokerspieler

### V
- Violet Patterson (* um 1928), englische Tischtennisspielerin

### W
- Walter Patterson (Gouverneur) (1735/1742–1798), britischer Kolonialgouverneur von Prince Edward Island
- Walter Patterson (Politiker) (um 1780–1852), US-amerikanischer Jurist und Politiker (New York)
- Warner Forrest Patterson (1896–1949), US-amerikanischer Romanist
- William Patterson (Politiker, 1789) (1789–1838), US-amerikanischer Politiker (New York)
- William Patterson (Politiker, 1790) (1790–1868), US-amerikanischer Politiker (Ohio)
- William Albert Patterson (1841–1917), kanadischer Politiker
- William John Patterson (1886–1976), kanadischer Politiker